# Agonale geest
Agonale geest is een geestesinstelling die de oude Grieken kenmerkte. Agonaal is afgeleid van het Oudgriekse άγων, agōn, dat, afhankelijk van de context rivaliteit, strijd of wedstrijd kan betekenen. Een agon was in het oude Griekenland een wedstrijd in de sport of in de muziek.
De Grieken hebben er in de verschillende stadia van hun cultuurgeschiedenis altijd naar gestreefd om individueel uit te blinken. Winnen, of in het algemeen een bijzondere individuele prestatie leveren, betekende veel voor hen. Een Griek manifesteerde zich graag in de openbaarheid om zich beter dan de anderen te tonen en om prestige, roem en eer te vergaren. Deze 'agonale gedachte' komt tot uitdrukking in de raadgeving die Peleus meegeeft aan zijn zoon Achilles voor die naar Troje vertrekt: steeds de beste zijn, en uitmunten boven de anderen... (Ilias, zang XI, v. 784)
Het streven naar onsterfelijke roem geldt in de werken van Homerus als het hoogste streven dat een vrij mens kan koesteren. De homerische helden treden in het voetlicht van het publieke leven door in de strijd uit te blinken en op het slagveld roem te behalen, met alle risico’s en gevolgen van dien.
De agonale gedachte kreeg in de periode na Homerus vorm in de sportbeoefening, bijvoorbeeld tijdens de Panhelleense Spelen. Het debat was ook een terrein waarop men kon uitmunten. De retoriek speelde in de politiek en de rechtspraak van het democratische oude Athene een grote rol. Het intellect was het terrein waarop de filosofen zich manifesteerden.
De keerzijde van deze agonale gedachte in de Griekse cultuur was een verregaand egocentrisme. Homerus beschrijft bijvoorbeeld nooit een strijd tussen groepen van mensen. Nergens is er sprake van samenwerking in teamverband en de onderlinge rivaliteit tussen de Griekse legeraanvoerders is zeer groot. Grieken en Trojanen leverden meestal tweegevechten, de verdienste, de αρετή van de individuele held stond centraal.